# Emphysomera
Emphysomera is een vliegengeslacht uit de familie van de roofvliegen (Asilidae).

## Soorten
- E. aequalis Becker, 1925
- E. atrogaster (Bigot, 1859)
- E. auribarbis (Wiedemann, 1828)
- E. bengalensis (Joseph & Parui, 1987)
- E. biharensis (Joseph & Parui, 1987)
- E. cassidea Scarbrough & Marascia, 1999
- E. clava Scarbrough & Marascia, 1999
- E. conopsoides (Wiedemann, 1828)
- E. flavipes (Macquart, 1834)
- E. galba Scarbrough & Marascia, 1999
- E. gopalpurensis (Joseph & Parui, 1987)
- E. jonesi (Joseph & Parui, 1984)
- E. nigra Schiner, 1868
- E. pallidapex (Bigot, 1891)
- E. pseudodravidicus (Joseph & Parui, 1983)
- E. rugula Scarbrough & Marascia, 1999
- E. spathulata Doleschall, 1858
- E. spinalis Scarbrough & Marascia, 1996
- E. tectura Scarbrough & Marascia, 1999
- E. truncatus (Joseph & Parui, 1984)
- E. ula Scarbrough & Marascia, 1999